# رالف گادی
رالف گادی (انگلیسی: Ralph Gaudie؛ 1876 – ۱۹۵۱ (۷۴−۷۵ سال)) فوتبالیست اهل بریتانیا بود.
از باشگاه‌هایی که در آن بازی کرده‌است می‌توان به باشگاه فوتبال منچستر یونایتد، باشگاه فوتبال شفیلد یونایتد، و باشگاه فوتبال آرسنال اشاره کرد.